# Cristina Ioan
Cristina Ioan este o antrenoare de gimnastică română, care a antrenat, printre alți sportivi, și pe Gabriela Geiculescu.
Cristina Ioan este soția antrenorului Petru Ioan.